# ニトリモール相模原
ニトリモール相模原（ニトリモールさがみはら、NITORIMALL SAGAMIHARA）とは、神奈川県相模原市南区に所在するニトリが運営するモール型施設「ニトリモール」の2号店である。

## 概要
「ニトリモール東大阪」に次ぐ、東日本初のニトリモールである。元々この場所にあった日本通運相模原ターミナルの跡地に建設され、国道16号（東京環状）に面している。当施設の開業に伴い、2013年8月18日には「ニトリ古淵店」（ノジマ古淵店跡地）を閉店し、同年9月4日にニトリ相模原店として移転オープンした。
当施設内でトイザらスが1年半ぶりに相模原店をオープンしたほか、ヤマダデンキやファッション、服飾雑貨、生活雑貨、サービス、フードコートなど、33店舗が出店した（※店舗数は開業当時）。
2017年には一部でテナントの入れ替えと改装工事が進められ、同年9月13日にはオーケーが開業した。

## 主なテナント
テナント全店の詳細は、公式サイト「ショップ一覧」を参照。
かつてのテナント
- オールド・ネイビー
- コムサイズム
- ジーユー
- パステル
- マザウェイズ
- HVC
- JINS
- 保険見直し本舗
- サンマルクカフェ
- ファーストキッチン
- 幸楽苑
- 鶴丸饂飩本舗
- MOMI&TOY'S
- いきなり!ステーキ
- ニトリダイニング みんなのグリル